# Ю̂
Cette page contient des caractères spéciaux ou non latins. S’ils s’affichent mal (▯, ?, etc.), consultez la page d’aide Unicode.
Le iou accent circonflexe (capitale Ю̂, minuscule ю̂) est une lettre de l’alphabet cyrillique qui a été utilisée dans l’écriture du mari. Elle est composée d’un iou avec un accent circonflexe.

## Utilisations
La lettre cyrillique iou accent circonflexe ‹ ю̂ › a été utilisée dans l’écriture du polonais, après la défaite de l’Insurrection de Janvier 1863 et l’interdiction de publier avec les lettres latines dans les documents officiels de 1864 à 1904.

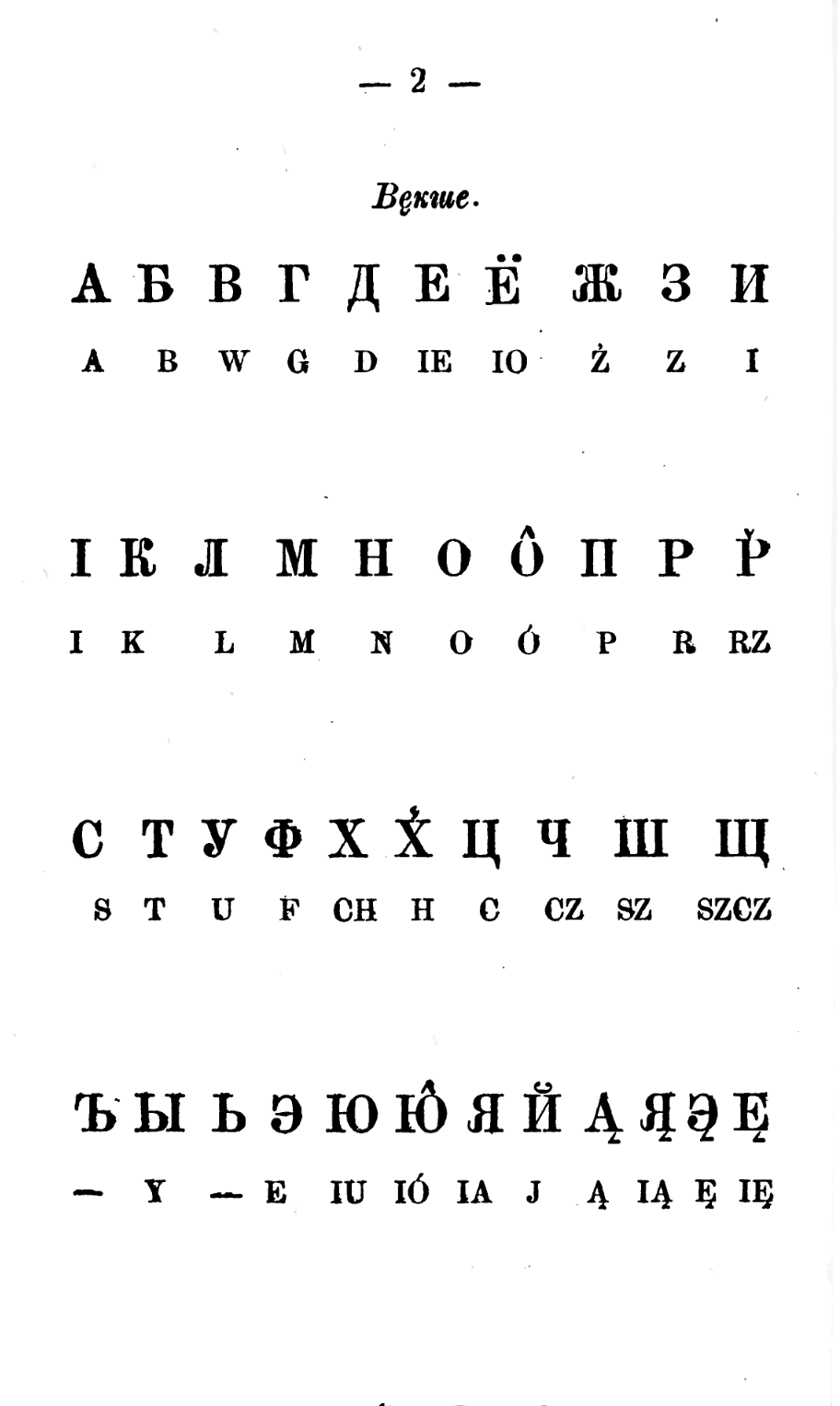
Alphabet polonais cyrillique en 1865.

Cette lettre a été utilisée dans l’écriture du mari dans une grammaire de 1837.

## Représentation informatique
Le iou accent circonflexe peut être représenté avec les caractères Unicode suivants (cyrillique, diacritiques) :
| formes    | représentations | chaînes de caractères | points de code | descriptions                                                   |
| --------- | --------------- | --------------------- | -------------- | -------------------------------------------------------------- |
| capitale  | Ю̂               | Ю◌̂                    | U+042E U+0302  | lettre majuscule cyrillique iou diacritique accent circonflexe |
| minuscule | ю̂               | ю◌̂                    | U+044E U+0302  | lettre minuscule cyrillique iou diacritique accent circonflexe |